# Jelena Wladimirowna Melnikowa-Tschepikowa
Jelena Wladimirowna Melnikowa-Tschepikowa (russ.: Елена Владимировна Мельникова-Чепикова; * 17. Juni 1971 in Artjomowski) ist eine russische ehemalige Biathletin.
Jelena Wladimirowna Melnikowa-Tschepikowa startete in ihrer aktiven Zeit für Profsojuz Swerdlowsk. Ihren größten Erfolg feierte sie bei den Olympischen Winterspielen 1992 in Albertville, wo sie mit Jelena Belowa und Anfissa Reszowa bei der ersten Austragung von Biathlon-Wettkämpfen für Frauen im Staffelrennen die Bronzemedaille für das Vereinigte Team gewinnen konnte. Auch im Biathlon-Weltcup erreichte sie mehrfach gute Ergebnisse, etwa als sie mit Jelena Golowina, Reszowa und Iwa Agalakowa 1991 in Ruhpolding das Staffelrennen gewinnen konnte. Sie ist mit Sergei Tschepikow verheiratet.

## Biathlon-Weltcup-Platzierungen
Die Tabelle zeigt alle Platzierungen (je nach Austragungsjahr einschließlich Olympische Spiele und Weltmeisterschaften).
- 1.–3. Platz: Anzahl der Podiumsplatzierungen
- Top 10: Anzahl der Platzierungen unter den ersten zehn (einschließlich Podium)
- Punkteränge: Anzahl der Platzierungen innerhalb der Punkteränge (einschließlich Podium und Top 10)
- Starts: Anzahl gelaufener Rennen in der jeweiligen Disziplin

| Platzierung                | Einzel | Sprint | Verfolgung | Massenstart | Team | Staffel | Gesamt |
| -------------------------- | ------ | ------ | ---------- | ----------- | ---- | ------- | ------ |
| 1. Platz                   |        |        |            |             |      | 1       | 1      |
| 2. Platz                   |        |        |            |             |      |         |        |
| 3. Platz                   |        |        |            |             |      | 1       | 1      |
| Top 10                     | 1      |        |            |             |      | 2       | 3      |
| Punkteränge                | 1      |        |            |             |      | 2       | 3      |
| Starts                     | 1      |        |            |             |      | 2       | 3      |
| Stand: Daten unvollständig |        |        |            |             |      |         |        |